# Crispine de Théveste
Crispine de Thagare est une sainte martyrisée à Theveste (actuelle Tébessa) en 304 par Caius Annius Anullinus. Elle était originaire de Thagora, une ancienne cité romaine située près de Thagaste (Souk Ahras aujourd’hui).

## Biographie
Lors de la Persécution de Dioclétien, le décret parut en 304 prescrit à tous les habitants de « sacrifier et faire des libations aux dieux romains », sous peine de mort en cas de refus.
D'après Augustin d'Hippone, Crispine appartenait à une famille sénatoriale, elle était mariée et avait des enfants. Elle fut arrêtée et interrogée par le proconsul Caius Annius Anullinus. Celui-ci lui demanda de sacrifier aux dieux romains. Elle lui répondit : « je n'ai jamais sacrifié et je ne sacrifierai pas, sinon au Dieu unique et vrai et à notre Seigneur Jésus-Christ, son Fils, qui est né et a souffert ». Ses  cheveux ont alors été rasés en signe d'indignation et de moquerie. Le proconsul réitéra sa demande, mais la condamna à mort excédé par sa persévérance, et elle fut décapitée par l'épée.
Elle est fêtée le 5 décembre. Le Martyrologe romain mentionne également pour le 12 mars, le soldat martyr saint Maximilien qui, « refusant de prêter le serment militaire, fut exécuté par l'épée ».
L'ancienne basilique de Tébessa lui a été dédicacée.

## Articles liés
- Diocèse de Théveste (it)
- Maximilien de Théveste
- Basilique Sainte-Crispine